# Легион «Свобода России»
Легион «Свобода России» (ЛСР; укр. Легiон «Свобода Росії») — по заявлениям украинских официальных лиц, сформированное из российских военнопленных и добровольцев воинское подразделение Вооружённых сил Украины.
О легионе стало известно как о первом подразделении, якобы сформированном из граждан Российской Федерации с начала полномасштабного вторжения России на Украину. Ввиду недостатка сведений об участии легиона в реальных боевых действиях его фактическое существование неоднократно ставилось под вопрос некоторыми журналистами, расследователями и общественными деятелями.
На территории Российской Федерации ЛСР относят к числу запрещённых террористических организаций. Владимир Путин лично призывал органы госбезопасности «выявлять поимённо» и «наказывать предателей», сравнив с «власовцами».

## Формирование
О формировании подразделения было объявлено в марте 2022 года в социальных сетях и украинской прессе, а 5 апреля 2022 года состоялась пресс-конференция троих военнослужащих в составе легиона перед зарубежными корреспондентами в офисе «Интерфакс-Украина». Они сообщили, что попали в легион после того, как оказались в украинском плену, но не уточнили информации о российских подразделениях, в которых служили прежде, не называли имён и отказались отвечать на вопрос, подчиняется ли легион напрямую Генштабу Украины, а также давать какие-либо пояснения о взаимодействии с ВСУ, хотя на следующий день в канале легиона сообщили о получении формы украинской армии со специальной атрибутикой.
В конце апреля 2022 года была продемонстрирована листовка-пропуск для вступления в легион. В ней описан жест руками для обозначения намерения при сдаче в плен вступить в формирование: правую руку поднять, а левую прижать к локтю правой руки, изобразив таким образом букву «L». Агитировал вступать в ряды легиона уехавший из России бывший вице-президент «Газпромбанка» Игорь Волобуев, уроженец Украины.
31 июля 2022 года было сделано заявление, что легион состоит из двух батальонов. Бывший советник Офиса президента Украины Алексей Арестович заявлял, что «десятки участвуют в конфликтах, сотни на тренировках», что кандидатов на вступление до 4000 и что за несколько дней в июне 2022 года в легион вступили 250 человек. В декабре «Цезарь» заявлял, что легион составляют несколько сотен человек, и что перед вступлением необходимо пройти несколько раундов собеседований, психологических тестов и даже тест на полиграфе. В январе 2023 года в интервью бойцов ЛСР Радио Свобода говорилось: «Мы вошли в состав второго батальона, а сейчас формируются уже третий и четвёртый. Точное количество мы не можем знать, потому что мы распылены по всей линии фронта: мы представляем не только военную, но и политическую угрозу России».
Также было заявлено о создании «всенародного движения» для осуществления диверсий и гражданского сопротивления внутри России.

## Участие в боевых действиях
В декабре 2022 года «Цезарь» заявлял France 24, что после двух месяцев тренировок в мае легион был отправлен в битву за Донбасс, и что некоторые члены легиона участвовали в боях за Бахмут, говорилось, что члены легиона «обычно задействованы в запуске артиллерии» «под украинским командованием».
Помимо участия в боях на ключевых участках фронта, ЛСР совместно с Русским добровольческим корпусом (РДК) и другими подразделениями два рейда в Белгородскую область в мае и июне 2023 года. Ряд экспертов полагал, что это тактика по отвлечению ВС РФ с основного театра военных действий.
Утром 12 марта 2024 года РДК, ЛСР и Сибирский батальон заявили о о рейде в Белгородскую и Курскую области. Позже ЛСР опубликовали видео, на одном из которых, как утверждается, запечатлён переход границы, а на другом – удар по бронетранспортёру российской армии в Тёткине; также был ролик с указанием на возможную связь атаки и президентских выборов. Радио Свобода подтвердили, что ролик снят центре посёлка Тёткино, и опубликовали точные координаты, где был снят видеоролик. Представитель военной разведки Минобороны Украины Андрей Юсов в разговоре с прессой отметил, что ЛСР, РДК и Сибирский батальон на территории России действуют как самостоятельные подразделения, поскольку состоят из граждан России. В одном из роликов Андронников заявил, что «Легион тоже идёт на выборы». Расследовательская группа Conflict Intelligence Team (CIT) писала, что возможно, что в атаке участвовало более сотни человек. Местные жители сняли на видео танк в посёлке Горьковский с флагом, похожим на флаг ЛСР.
16 мая 2024 года Reuters опубликовали материал об участии легиона в боях в Харьковской области и о члене легиона с позывным «Винни» — участнике боёв.

## Символика и идеология
С основания легионом использовался бело-сине-белый флаг, использующийся активистами из России как символ протеста против российского вторжения на Украину. В декларации об объединении усилий легиона и «Национальной республиканской армии» стороны договорились принять бело-сине-белый флаг как символ совместной борьбы. На эмблеме был изображён сжатый кулак, увенчанный словами «Свобода России».
Кроме того, символом легиона стала латинская буква «L», с неё начинаются слова Legion и Liberty (с англ. — «свобода»).
В «манифесте» легиона, опубликованном 14 апреля в Telegram, говорится о необходимости борьбы против Владимира Путина, установившего диктатуру, «уничтожившего не только нашу экономику, благосостояние народа, но и возможность развиваться и иметь право на счастливое будущее» и «убивающего свободных русских» и «тысячи гражданских и сотни детей на Украине», что легион борется против «ущемления демократических ценностей, тотальной коррупции, ущемления прав человека» и «несёт ценности Свободного человека Новой России — свободу слова, свободу волеизъявления, свободу выбирать своё будущее».
20 июля 2022 года в Telegram были опубликованы сообщения, согласно которым легион видит одной из своих целей «сохранение единой и неделимой России в границах 1991 года» и выступает против сепаратизма, и что «самым униженным и бесправным среди всех народов Российской Федерации является русский народ»; к одному из них была приложена цитата Столыпина.
30 января 2023 года Андронников заявил в интервью Радио Свобода, что «главной ошибкой в российской истории была революция 1917 года», но при этом «в самом социализме ничего плохого нет, но посмотрите, кто пришёл к власти»; «нам не удалось встать на нормальный путь, потому что декоммунизации не произошло: Ельцин – бывший коммунист, вся путинская верхушка тоже». Он же заявил, что в Российской империи, СССР и РФ проводился и проводится «геноцид»: «Какие-то люди, например, приходят на земли хантов или манси, где люди живут коренными промыслами: пасут оленей, что-то собирают. Эти люди сверлят дырки в земле, качают оттуда нефть, выбрасывают там же отходы, пугают оленей, плюют на местное население – это разве не геноцид?»
Западные эксперты утверждали, что позиции РДК и ЛСР сходны, что обе группы  — «жёсткие русские националисты», «крайне правые» или даже «неонацисты», находящиеся вне политического мейнстрима Украины. Андронников заявлял, что они держатся «умеренных центритских» взглядов, себя назвал правым националистом.
27 сентября 2023 года был опубликован новый нарукавный знак легиона.

Символика
Бело-сине-белый флаг
Изначальная эмблема легиона
Нарукавный знак легиона с 27 сентября 2023
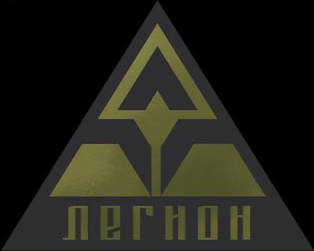
Вариант нового знака легиона
Вариант нового флага легиона

## «Цезарь» и сотрудничество с Ильёй Пономарёвым

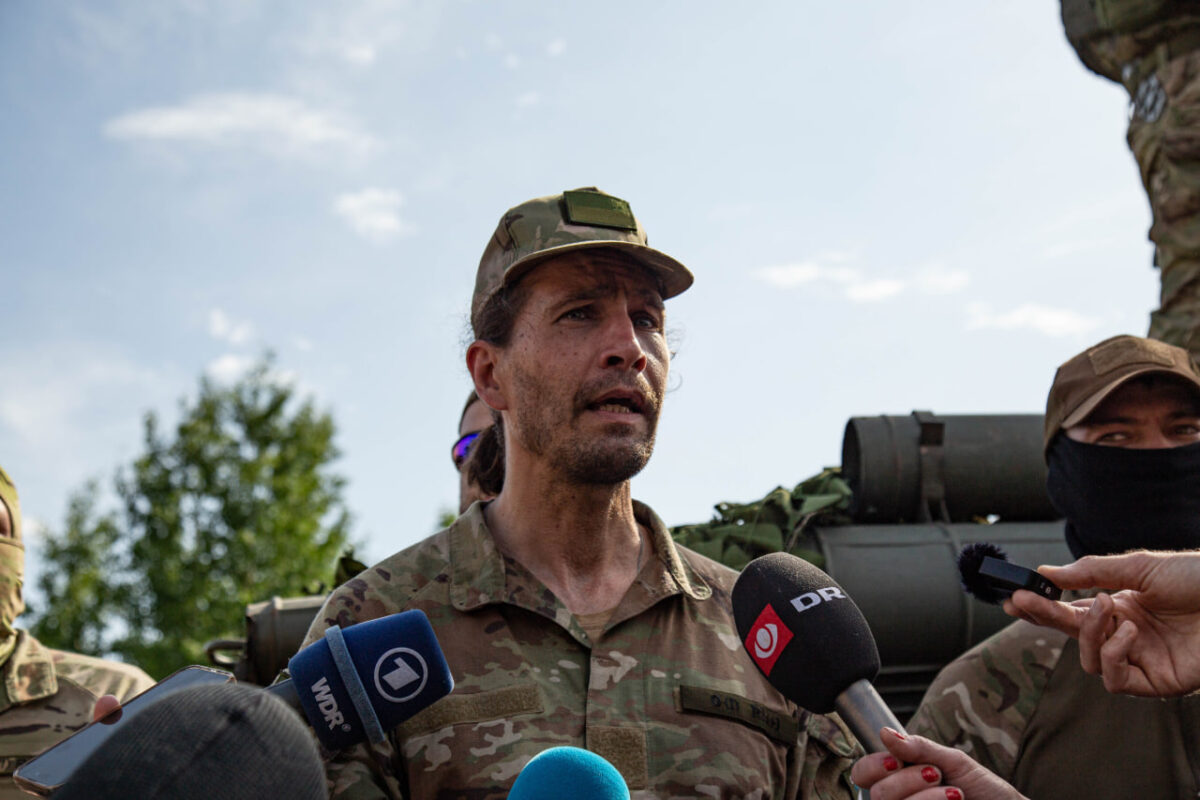
«Цезарь» в мае 2023 года, после проведения операции в Белгородской области

Человек с позывным «Цезарь» (Максимилиан Александрович Андронников) стал публичной фигурой летом 2022 года, когда он заявил о себе как о представителе легиона и неоднократно появлялся на мероприятиях, в которых участвовал Илья Пономарёв. В начале 2010-х «Цезарь» был связан с российской праворадикальной националистической организацией «Имперский легион», боевым крылом «Русского имперского движения», однако потом разочаровался в нём. В 2014 году «Цезарь» сразу принял сторону Украины как страны, которая готова сражаться за свою свободу. Пономарёв сообщил изданию «Агентство», что «Цезарь» ранее был связан с правопатриотическими организациями России, а также с Владимиром Квачковым. На I съезде народных депутатов «Цезарь» обратился к его участникам по Zoom и рассказал, что цель легиона — насильственная смена власти в России.
31 августа 2022 года, после того, как Илья Пономарёв объявил себя представителем «Национальной республиканской армии», якобы участвовавшей в убийстве Дарьи Дугиной, представителями легиона и Пономарёвым была подписана «Ирпеньская декларация» о создании «политического центра», который возглавил Пономарёв. Во время подписания декларации Пономарёв утверждал, что к подписанию декларации также присоединится РДК, но они отказались от участия.
31 июля 2024 года ЛСР выпустил официальное заявление о прекращении участия в любых политических проектах, в первую очередь с Ильёй Пономарёвым, и отзывали своих делегатов из исполнительного совета Съезда народных депутатов.

## Критика
В социальных сетях, таких как Telegram, Твиттер, Instagram, легион «Свобода России» в основном размещает пропагандистские ролики и утверждает, что получает тысячи заявлений. По мнению украинского военного эксперта Олега Жданова, легион, хотя и принимает участие в войне, не имеет большого влияния из-за своей малочисленности. Жданов отметил, что значение «Свободы России» больше политическое.
Посты в Telegram от 20 июля 2022, в которых говорится о «единой и неделимой России» и о том, что русские — наиболее бесправный и униженный народ РФ, вызвали резкие отклики пользователей социальных сетей.
Политолог Екатерина Шульман скептически оценивает результаты деятельности легиона «Свобода России»: 

Пока легион «Свобода России» является исключительно инструментом для того, чтобы ФСБ заводила уголовные дела и сажала людей на очень большие сроки. Какие-то несчастные, в основном очень молодые люди в интернете ищут связи с этим легионом, выходят с ними на связь, им передают какие-то задания или начинают с ними коммуникацию, после этого приходит ФСБ — и они садятся на 20 лет. И всё.

Conflict Intelligence Team во время рейда в марте 2024 года после заявления Андронникова о стремлении освободить россиян «от нищеты, бедности, страха и диктатуры» писали: «Мы не считаем, что проникновение на бронетехнике и стрельба в черте населённых пунктов способны вызвать у местных жителей желание присоединиться к диверсантам».

### Версия о мистификации
На пресс-конференции 5 апреля 2022 года члены легиона заявили, что к тому моменту уже успели выполнить задачи по задержаниям диверсионных групп российской армии. Впоследствии в канале легиона утверждалось, что в район ведения боевых действий на востоке Украины бойцы выдвинулись только 29 апреля. По собственным утверждениям, также способствуют организации диверсий на территории РФ.
Вскоре после первых сообщений о легионе «Свобода России» появилась версия, что он — «украинский информационный проект», а в действительности такого боевого формирования не существует. Такая версия распространялась как российскими СМИ и Telegram-каналами, поддерживающими вторжение, так и некоторыми русскоязычными СМИ либеральной направленности. Илья Пономаренко, обозреватель The Kyiv Independent по вопросам обороны и безопасности, дал комментарий The Moscow Times: «Может, некоторые [российские] бойцы и существуют, но остаётся открытым вопрос, организовано ли это так, как это представлено… Интернациональный легион — есть много [иностранных солдат], и они принимали участие в боевых действиях, например, в Ирпене, Северодонецке и Лисичанске. Но о легионе [Свобода России] известно немного». The Moscow Times также привели отчёт Harper's Magazine, в котором «описывалось, что Украина не имела возможности обрабатывать и развёртывать деятельность скоплениями приезжавших в страну в течение нескольких недель иностранцев, и предполагалось, что иностранные подразделения были скорее пиаром, чем реальностью».
Сторонники версии о мистификации утверждают, что имеется недостаток сведений об участии легионеров в реальных боевых действиях и заявлений официальных украинских лиц о них; фото и видеоролики легиона сложно верифицировать, зачастую они имеют «камерный» характер, а бойцы легиона практически никогда не взаимодействуют с другими подразделениями украинской армии; отмечались некие «лингвистические особенности», из-за которых некоторые пользователи интернета утверждают, что для авторов текстов на видеообращениях русский язык не является родным. На официальном сайте об иностранных легионах Украины в разделе «Россия» вместо информации и контактов появлялась надпись «Russian warship, go fuck yourself».
По словам Ильи Пономарёва: 

Легион начинался фактически как пиар-инициатива, но потом превратился в реальную силу.

«Гражданский совет», объявивший в ноябре 2022 года набор добровольцев в ряды национальных подразделений в составе ВСУ, назвал Русский добровольческий корпус «единственным полноценным подразделением» россиян, в отличие от ЛСР, «который по сей день окутан флёром тайны». Различные добровольцы заявляли о безуспешных контактах с легионом. По их словам, Гражданский совет стал единственной организацией, готовой оказать помощь в зачислении на службу в ВСУ.
Алексей Арестович заявлял, что не выступает на YouTube-канале «Популярная политика», потому что там не верят в существование легиона.
Некоторые из пленных, которые должны были воевать за легион «Свобода России», в итоге вернулись в Россию в рамках обмена. В марте 2022 года сообщалось о принятии в легион Анатолия Зырянова, который позднее вернулся на родину и дал интервью с «разоблачением украинцев». То же произошло и с Иваном Мельниковым: он сначала присоединился к легиону, но потом вернулся в Россию и дал интервью о якобы «пытках в плену». Также, в марте сообщалось о принятии в ряды легиона подполковника Сергея Косика, которого уже в мае 2023 года Украина обменяла.
В 2023 году расследовательская группа Conflict Intelligence Team (CIT) неоднократно заявляла, что существование легиона вызывает сомнения из-за отсутствия независимо проверяемых сведений о боевой деятельности подразделения, а именно отсутствия сведений о потерях и упоминаний от других подразделений. Все доступные фотографии легиона публикуются им самостоятельно или журналистами после проводимого для них «пресс-тура». Заодно отмечается, что на фотографиях легиона запечатлены люди в чистой, новой форме. При отсутствии случайных подтверждений из сторонних низовых источников (массив которых крайне сложно фальсифицировать) такие публикации никогда не будут убедительными. Похожим образом пророссийский военкор Олег Блохин в 2017 году пытался «доказать» существование ЧВК «Туран», в чём не преуспел.
Во время крупного рейда в Белгородской области 22 мая 2023 года CIT не нашла никакого подтверждения участия легиона. По-прежнему не было подтверждений его существования как полноценного боевого подразделения. Единственное видеообращение по поводу этого прорыва снято представителями легиона, судя по всему, на территории Украины. В дальнейшем его представители публиковали лишь текстовые отчёты. Все известные видео действий диверсантов на территории России сняты членами Русского добровольческого корпуса.
Во время следующего рейда «Агентство» обнаружило на одном из видеороликов, опубликованных легионом, одного из задержанных на митинге в 2021 году в России, однако когда именно и как он проходил отбор, не уточнялось «из соображений безопасности».

## Реакция российских властей
В июле 2022 года был принят закон, приравнивающий к государственной измене «переход на сторону противника в условиях вооружённого конфликта», то есть участие в составе «непосредственно противостоящих РФ сил (войск) иностранного государства, международной либо иностранной организации в вооруженном конфликте, военных действиях или иных действиях с применением вооружения и военной техники», и дающий наказание от 12 до 20 лет лишения свободы или пожизненное лишение свободы, а кроме того, дополняющий статью 208 УК РФ («Организация вооруженного формирования») наказанием «за участие гражданина РФ в вооруженном конфликте или военных действиях против интересов страны при отсутствии признаков государственной измены» с 12 до 20 лет лишения свободы или пожизненное лишение свободы со штрафом в размере до 500 тысяч рублей в качестве наказания.
ФСБ создаёт копии ботов, чтобы собирать информацию людей, желающих вступить в легион. В России против участников и сторонников легиона к марту 2023 года было возбуждено не меньше 20 уголовных дел, в том числе по статьям о государственной измене, терроризме и диверсии. Также им могут вменять обвинение в организации террористического сообщества. В частности, в июне 2024 года пятнадцатилетний девятиклассник Арсений Турбин был приговорён к пяти годам заключения по участию в легионе из-за «факта подачи заявки на вступление в запрещенное объединение "Легион "Свобода России" и выполнение в их интересах поручений».
В марте 2023 года Верховный суд РФ признал Легион «Свобода России» террористической организацией. Помимо самой организации под запрет подпадет также бело-сине-белый флаг, который силовики считают знаменем легиона «Свобода России».
17 марта 2024 года на пресс-конференции после выборов Владимир Путин в ответ на вопрос о формированиях из граждан РФ, воюющих с 2022 года на стороне Украины, сравнил эти формирования, которые не назвал прямо, «и вот та, которая вы сказали, там корпус какой-то добровольческий», с армией Власова: «было такое формирование, которое было создано предателем Родины Власовым, — власовцы... Чем они закончили — хорошо известно. Вот тогда эти люди, эти предатели и подонки воевали на стороне нацистов. <...> Сейчас есть такие же точно люди, которые воюют на стороне неонацистов, неонацистского режима. Это совершенно очевидные вещи»; заявив, что хотя «у нас нет смертной казни», «всем правоохранительным органам будут даны указания поименно выявлять всех и принимать в отношении людей, которые с оружием воюют против России», и «где найдут, там будут уничтожать». 19 марта Путин, выступая на коллегии ФСБ, призвал российские спецслужбы не забывать «про предателей»: «Я прошу не забывать, кто они такие, выявлять их поименно. Мы будем наказывать их без срока давности, где бы они ни находились»; «Чтобы неповадно было никому. Мы помним, что власовцы творили на советской земле. И этим никогда не простим».